# Anas Anane
Anas Anane, né le 13 mai 2004, est un escrimeur français.

## Biographie
En 2024, il fait partie de l'équipe de France M20 fleuret (Eliot Chagnon, Anas Anane, Adrien Helmy-Cocoynacq et Louis Pradel) est vice-championne d'Europe junior 2024 à Naples.
Pour sa première sélection chez les séniors, il remporte à l’âge de 21 ans une médaille d'argent aux championnats d'Europe 2025 après avoir battu en demi-finales l'Italien Tommaso Marini, champion d'Europe et du monde en titre. Trois jours plus tard, l'équipe française composée d'Anane, Loisel, Pauty et Savin sont battus sur le fil en finale face aux Italiens sur le score de 43 à 45.

## Palmarès
- Championnats d'Europe
  -  Médaille d'argent en fleuret individuel aux championnats d'Europe 2025 à Gênes
  -  Médaille d'argent en fleuret par équipes aux championnats d'Europe 2025 à Gênes